# Blast from Your Past
Blast from Your Past ist das fünfte Musikalbum und das erste Kompilationsalbum von Ringo Starr nach der Trennung der Beatles. Es wurde am 12. Dezember 1975 in Großbritannien (USA: 20. November 1975) veröffentlicht.

## Entstehungsgeschichte

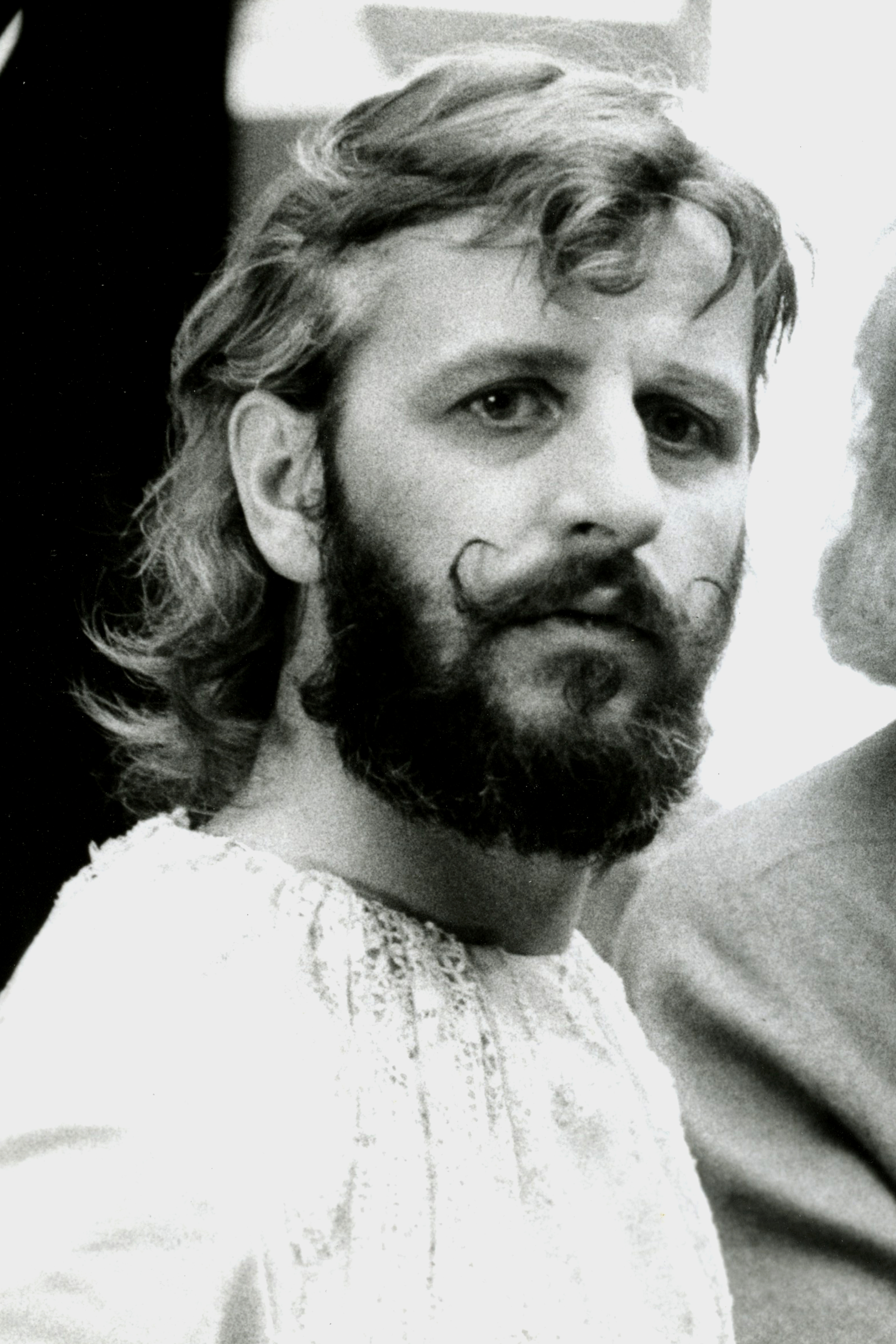
Ringo Starr bei den Filmaufnahmen zu Lisztomania, 1975

Im Oktober 1975 veröffentlichte EMI ein Kompilationsalbum mit dem Titel Shaved Fish von John Lennon; im darauffolgenden Monat folgte das Kompilationsalbum von Ringo Starr Blast from Your Past und wiederum ein Jahr später im November 1976 erschien The Best of George Harrison. Die drei Ex-Beatles verlängerten ihren Vertrag mit der EMI nicht und veröffentlichten ihr jeweiliges nächstes Studioalbum bei einem anderen Label. Die Kompilation umfasst alle bis dato erschienen US-amerikanischen Singles ausschließlich (It’s All Da-Da-Down To) Goodnight Vienna. Snookeroo ist die einzige nicht enthaltene Single-A-Seite aus Großbritannien. Das Kompilationsalbum beinhaltet somit sieben US-Top-Ten-Hits, beziehungsweise vier Top-Ten-Hits aus Großbritannien. Darüber hinaus enthält das Album mit dem Lied Early 1970 eine Single-B-Seite von It Don’t Come Easy sowie den Albumtitel I’m the Greatest.

## Covergestaltung
Das Cover entwarf Roy Kohara. Die Coverfotos wurden von Emerson/Loew aufgenommen, die Effekte der Verzerrung wurden von Daniel Catherine hinzugefügt.

## Titelliste
Seite 1:
1. You’re Sixteen (Bob Sherman/Richard Sherman) – 2:47
2. No No Song (Hoyt Axton/David Jackson) – 2:29
3. It Don’t Come Easy (George Harrison/Richard Starkey a) – 3:02
4. Photograph (George Harrison/Richard Starkey) – 3:55
5. Back Off Boogaloo (Richard Starkey) – 3:18

Seite 2:
1. Only You (And You Alone) (Buck Ram/Ande Rand) – 3:23
2. Beaucoups of Blues (Buzz Rabin) – 2:32
3. Oh My My (Vini Poncia / Richard Starkey) – 4:17
4. Early 1970 (Richard Starkey) – 2:19
5. I’m the Greatest (John Lennon) – 3:22

## Wiederveröffentlichungen
Die Erstveröffentlichung im CD-Format erfolgte im Mai 1987 ohne Bonustitel. Der CD liegt ein achtseitiges bebildertes Begleitheft bei, das die Liedtexte enthält. Die CD-Veröffentlichung aus dem Jahr 1987 wurde bisher nicht neu remastert.

## Singleauskopplungen
Die Single Oh My My / No No Song erschien in Großbritannien und Deutschland am 9. Januar 1976 als Auskopplung des Albums. In den USA wurde die Single nicht veröffentlicht.

## Chartplatzierungen
| ChartsChartplatzierungen       | Höchstplatzierung | Wochen |
| ------------------------------ | ----------------- | ------ |
| Vereinigte Staaten (Billboard) | 30 (11 Wo.)       | 11     |